# Часткове від'єднання
Часткове від'єднання (англ. partial release, рос. частичное отщепление) — у комбінаторній хімії — процес розщеплення, призначений для від'єднання сполуки від твердої підкладки дискретними частинами, пр., з використанням ортогональних лінкерів або контрольованого використання розщеплюючого реагенту або при створенні певних умов (напр., включенні чи виключенні освітлювального пристрою, коли лінкер розщеплюється під дією світла).